# Guillaume II de Ponthieu
Pour les articles homonymes, voir Guillaume Talvas.
Guillaume II Talvas (après 1178 – 4 octobre 1221), fut comte de Ponthieu, baron du Saosnois.

## Biographie
Il était le fils du comte Jean Ier de Ponthieu et de Béatrice de Saint Pol. Il épousa Adèle de France, fille du roi Louis VII de France (c.1100-1154) et de sa deuxième épouse Constance de Castille (1140-1160).
Adèle de France, après avoir été fiancée au prince Richard Cœur de Lion, aurait été abusée de nombreuses années par le roi d'Angleterre Henri II Plantagenêt, avant d'être rejetée par son fiancé. Après avoir tenté de la donner pour femme à Jean sans Terre, frère de Richard Cœur de Lion, le roi Philippe Auguste la maria le 20 août 1195 à Guillaume Talvas. Elle lui apporta dans sa dot le comté d'Eu, le comté d'Arques et un prêt de 5000 marcs. Durant l'été 1210, il part combattre en Languedoc (croisade des albigeois) et participe au siège de Termes. Guillaume II commanda l'aile gauche de l'armée du roi Philippe Auguste lors de la bataille de Bouvines en 1214.
Adèle eut avec lui trois enfants :
- Jean II (mort en 1214), tué au combat (à Bouvines ?) ;
- Marie (morte en 1250 ou 1251), qui épousa Simon de Dammartin († 1239), comte d'Aumale et de Dammartin, et hérita du comté de Ponthieu. En secondes noces, elle épousa Mathieu de Montmorency († 1250), seigneur d'Attichy ;
- Isabelle, abbesse d'Épagne.

## Sources
- Comtes de Ponthieu, sur le site de la Foundation for Medieval Genealogy.
- Notice biographique, sur le site The Peerage